# Ирландия на летних Олимпийских играх 1968
Ирландия закончила выступление на летних Олимпийских играх 1968. В Олимпийскую сборную вошли 31 человек — 25 мужчин и 6 женщин, принявшие участия в соревнованиях по семи видам спорта.
- Лёгкая атлетика
- Бокс
- Велосипедный спорт
- Конный спорт
- Фехтование
- Пулевая стрельба
- Плавание

Среди спортсменов страны медалистов нет.
Самым молодым участником из Ирландии стала пятнадцатилетняя Вивьен Смит (плавание), самым старшим — 51-летний стрелок Дермот Келли.